# بوکر تی. واشنگتن پارک (تگزاس)
پارک بوکر تی واشینگتن یک پارکی در ایالتی تگزاس است که در کومانچ کراسینگ، شهرستان لایم استون، تگزاس، حومه مکزیا قرار گرفته است.

## تاریخ
در تاریخ ۱۸۹۸ برای جشن همه ساله در ماه ژوئن ۱۹۹۸ وقف شد. ۲٫۵ مایلی جنوب این سایت، برده‌ها برای نخستین بار خبر آزادی خود را شنیدند. خیمه ای برای خدمات کلیسا و غرفه ای برای اقامه نماز و رقص وجود داشت.
در سال ۱۹۸۱، ۳ نوجوان در هنگام بازداشت توسط کلانتری غرق شدند.